# سارگیس بایاندور
سارگیس باگراتی بایاندور (ارمنی: Սարգիս Բագրատի Բայանդուր؛ زاده ۲۲ ژانویهٔ ۱۹۱۱ - درگذشته ۱۵ فوریهٔ ۲۰۰۰) تاریخ‌نگار هنر اهل ارمنستان بود.

## زندگی‌نامه
وی در ۲۲ ژانویه ۱۹۱۱ [O.S. ۲۹ دسامبر ۱۹۱۲] در تفلیس در به دنیا آمد و از آکادمی علوم اجتماعی کمیته مرکزی حزب کمونیست اتحاد شوروی  (۱۹۵۲) فارغ‌التحصیل گشت. وی همچنین برنده جوایزی همچون چهره هنری شایسته ارمنستان شوروی () شد. وی در ۱۵ فوریهٔ ۲۰۰۰ در سن ۸۹ سالگی درگذشت.

## یادداشت
1. ↑  ԽՄԿԿ Կենտկոմին կից հասարակական գիտությունների ակադեմիա